# وزارة الشؤون الاجتماعية والعمل (اليمن)
وزارة الشؤون الاجتماعية والعمل هي إحدى وزارات الحكومة اليمنية، وتهدف الوزارة إلى تنظيم شؤون العمل والنهوض بالعمالة والتشغيل ورعاية العمال وسلامتهم وتنمية مهاراتهم وتسوية منازعات العمل ونشر الوعي العمالي والثقافة العمالية.

## الوزير
الوزير الحالي هو محمد سعيد الزعوري منذ 18 ديسمبر 2020م.

## المهام الاختصاصات
تتولى وزارة الشؤون الاجتماعية والعمل المهام والاختصاصات الآتية:
1. رسم السياسات والخطط العامة للعمل والتدريب المهني ووسائل تنفيذها بالتنسيق مع الجهات ذات العلاقة.
2. تنظيم التدريب المهني والتقني ورسم اتجاهاته وخططه وفقًا لاحتياجات التنمية وسوق العمل.
3. إقرار وتطوير الخطط والمناهج التعليمية والتدريبية في مجال التدريب المهني.
4. تنظيم التشغيل بأشكاله ومجالاته المختلفة في اطار نشاط الوزارة وربطه بسياسة التدريب المهني والتقني.
5. تنظيم استخدام الأيدي العاملة غير اليمنية بصورة تحقق سياسة إحلال الأيدي العاملة اليمنية بدلاً عنها من خلال تنظيم التشغيل والعناية ببرامج التدريب والتأهيل.
6. وضع السياسات والنظم في مجال التوجيه المهني بهدف معرفة قدرات واستعدادات الأفراد للتدريب المهني والعمل والتنسيق بهذا الشأن مع الجهات المعنية بالتعليم.
7. وضع الأسس والمعايير النظرية والتطبيقية لمستوى المهارة في المهن المختلفة ووضع نظام للاختبارات المهنية والإشراف على تطبيقه.
8. وضع معايير لتعميد شهادات التخرج في مجال التدريب المهني والتقني.
9. تنسيق العلاقة مع الجهات المعنية بالقوى العاملة وتنمية الموارد البشرية تخطيطًا وتنفيذًا بما يؤدي إلى تحقيق التكافل في أنشطتها.
10. توصيف المهن وتصنيفها وترتيبها في مجموعات مهنية ونوعية في صورة نظام وطني لتوصيف وتصنيف المهن مع الجهات ذات العلاقة.
11. المصادقة على الشهادات التي تمنحها معاهد ومراكز التدريب المهني والتقني التابعة للوزارة أو للقطاع الخاص أو القطاعات الأخرى في اليمن.
12. تنفيذ تشريعات العمل واقتراح مشروعات القوانين واللوائح والنظم المكملة لها ومعالجة كافة قضايا علاقات العمل.
13. الرقابة والتفتيش على تشريعات العمل والتدريب المهني وكل ما يصدر عن الوزارة من تعليمات بشأنها وتعزيز دور أجهزة تفتيش العمل.
14. تنمية علاقات العمل بين أطراف العمل وتسوية منازعات العمل بما يؤدي إلى تحسين شروط وظروف العمل واستقراره وتأمين مصالح جميع الأطراف.
15. اقتراح التشريعات في مجال الصحة والسلامة المهنية والإشراف على تطبيقها والتنسيق بهذا الشأن مع الجهات ذات العلاقة.
16. تحسين شروط وظروف العمل وبما يؤدي إلى توفير ظروف عمل منتجة.
17. شرح وتوضيح تشريعات ونظم ولوائح العمل بهدف توعية العمال وأصحاب العمل ونشر الوعي العمالي والثقافة العمالية من خلال برامج الإعلام والتوجيه وتنظيم الندوات والمحاضرات وغيرها.
18. تقديم المقترحات والتصورات للجهات العليا المعنية في الدولة بشأن السياسات والتدابير والإجرءات والخطط التي ترى الوزارة أن من شأنها الإسهام في خلق فرص عمل جديدة.
19. التنسيق مع الجهات المعنية بتخطيط التنمية الاقتصادية والاجتماعية لتحقيق التكامل بين سياسات وخطط التنمية وبين أهداف وسياسات العمل والتدريب لخطة فرص عمل جديدة والنهوض بمستوى التشغيل بأشكاله المختلفة.
20. دراسة الإتفاقيات والتوصيات والقرارات الصادرة عن المنظمات العربية والدولية في مجال نشاط الوزارة وإبداء الرأي بشأنها إلى الجهات المختصة بالدولة.
21. تنظيم هجرة القوى العاملة إلى الخارج ورعايتها وفقًا لإتفاقيات ثنائية وعقود جماعة وبموجب اتفاقيات العمل العربية والدولية وبالتنسيق مع الجهات المختصة بذلك.
22. الإسهام مع الجهات المختصة الأخرى في تشغيل المعوقين وتأهيلهم وإدماجهم في الحياة العملية والاجتماعية.
23. دراسة الأجور وتطبيقاتها في القطاعات المشمولة بقانون العمل واقتراح الحد الأدنى للأجر بما يتوافق مع الحالة الاقتصادية والمعيشية في البلاد.
24. إعداد وتطبيق نظام معلومات القوى العاملة بما يكفل التدفق المنتظم للإحصاءات والبيانات المتعلقة بسوق العمل وأوضاع العمل والتشغيل.
25. تنمية أوجه التعاون مع الدول والمنظمات العربية والدولية والهيئات ذات العلاقة والاستفادة منها في تطوير أنشطة وخطط الوزارة.
26. إعداد البحوث والدراسات في مجال نشاط الوزارة بهدف تطوير سياسات العمل والتدريب المهني.
27. تزويد القطاعات الاقتصادية المختلفة المعنية بالمقترحات والاستشارات والمعلومات ذات الصلة بالعمل والتدريب المهني والتقني.